# 谷口藍田

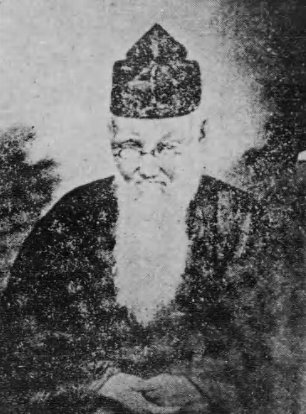
谷口藍田

谷口 藍田（たにぐち らんでん、文政5年8月15日（1822年9月19日） - 明治35年（1902年）11月14日）は江戸時代から明治時代の儒学者。名は中秋、字は大明、別号に介石。韓中秋、韓大明、韓介石とも号した。幼名は秋之助。肥前国有田（現・佐賀県有田町）出身。
儒学や漢学、洋学など内外の学問を学び、生涯を教育と人材育成に捧げた。足跡も広く、旅に生きた儒学者と言われる。大隈重信とは深く交遊し、政治家として大隈が大成していく契機となったイギリス公使パークスとの交渉に同行するなど、支援を行った。またトーマス・グラバーと高島炭鉱の開発に参画し、三菱が後年発展する基礎を築いた。
近代教育の父と呼ばれている。九州の谷口家とは別の流れの子孫有り。将棋棋士六段の間宮純一は谷口藍田の外孫である。谷口藍田が伊豆で暮らしていた時に網元の娘との間に産まれた娘の長男である。

## 略伝
医師三宅省蔭の二男・佐賀藩士谷口陶渓（通称寛平、源兵衛）の息子、母は儒学者清水龍門の姉・縫。有田白川生まれ。父は韓人の子孫で、皿山代官所の役人を務めた。幼い頃から神童と称された。藍田は12歳から18歳までは龍門に教えを受けたという。天保10年（1839年）原明村眼科医木下俊二に入門するも辞去。天保11年（1840年）、英彦山の玉蔵坊に易経を学び、また広瀬淡窓の咸宜園に入って塾頭を務める。咸宜園では優秀な成績を修め、月旦評では最上級の九級まで進んだ秀才であった。この期間に大村益次郎が藍田の教えを受けたという。天保14年（1843年）、江戸に出て羽倉簡堂に入門し、佐藤一斎・佐久間象山・坪井信道・伊東玄朴らと交流した。高野山や京都では仏典の研究にも当たった。咸宜園や江戸遊学での修学未熟を感じ、嘉永元年（1848年）、26歳になった藍田は佐賀藩校・弘道館に入り、草場佩川・武富圯南に学び、江藤新平・副島種臣らと交流した。
嘉永4年（1851年）、30歳の時、最初の私塾・薫陶塾を白川に開く。1851年に没した龍門の弟子を塾生として迎え入れるなど、門人が多数いたため、安政4年（1857年）に黒髪山麓に鬒山書院を開設。塾は遠方からも書生が集まり堂舎にあふれる盛況であったが失火で焼失し、安政6年（1859年）に有田の衝山書樓に居を移す。その後、西九州各地を歴遊。慶應元年三月（1865年）、44歳の時、第四子の季雷を連れ長崎を訪れる。同年、藍田塾を開設。同年三月二十五日（旧暦）、長崎の大徳寺に居たグイド・フルベッキと会い、フルベッキは藍田に教えを請い入門。以後フルベッキに漢学（陰騭録や皇漢学）、日本史、及び日本語を教え、西洋事情学術等をフルベッキから学ぶこととなった。
その年の十二月（旧暦）には、大浦（東山手居留地）に居たチャニング・ウィリアムズも藍田に入門し、ウィリアムズに漢学、日本史を教え、ウィリアムズからは英学を学んだ。藍田はフルベッキとウィリアムズに師事し、彼等から広く欧米の現状や学術、政治などを学んだことで、外国の新しい情勢に強く引かれ、交遊をかさねていった。この時、大隈重信も長崎に居り、大隈は英語をフルベッキから、数学をウィリアムズから学んでいた。藍田が大浦にあるウィリアムズの家に講義しに行った際、たまたまそこに大隈がやってきたことから、藍田は大隈を連れ立って寓居に帰り、互いに数時間楽しく会話したが、これが藍田が大隈をお互い知ることになった最初であった。副島種臣も大隈と同じく、弘道館の頃から親交のあった藍田を訪問し、フルベッキとウィリアムズに師事した。藍田は大隈重信らとは王政復古の運動にも関与した。フルベッキ、ウィリアムズに英学を学び、『米利堅史（アメリカ史）』を読むなど外国情勢に触れる中、大隈と江戸へ向かう。江戸ではイギリス艦乗組員と交流したり、『華盛頓傳（ワシントン伝）』を読むなど、近代民主制度への関心をより一層高め、今後の日本の進むべき道への想いを語った。

長崎では藍田は、梅香崎十人街や十善寺郷に住み、教えを学ぶ長崎人が多数のため私塾・臥龍洞を開塾する。一方で1868年、門人森主一、久富与平らを中心にトーマス・グラバーと高島炭鉱開発経営に参画し、三菱が後年に発展する土台を作った。
慶應4年（1868）1月に鳥羽・伏見の戦いで幕府軍が敗れると、長崎奉行所は長崎会議所と改称され、長崎に滞在していた18の諸藩の聞役や有力藩士からなる代表者たちにより、長崎が統治されることになり、佐賀藩からは大隈重信（八太郎）が代表となった。大隈は同年3月には、徴士として新政府に登用され、参与職外国事務局判事として長崎在勤が命じられ、外国商人の負債整理とキリシタンの処分問題に取り組む。同年4月、浦上四番崩れについての各国政府との交渉人に大隈が選ばれ、交渉のため長崎から大坂にイギリスの蒸気船で向かうが、この時、大隈に同行したのが谷口藍田であった。

大隈は、交渉でイギリス公使パークスと論争し、一時的に問題を解決したが、これを契機に政府要人から注目を浴び、政府内で頭角を現すこととなった。この時、交渉が成功したのは、藍田らとともにフルベッキとウィリアムズから学んだ欧米事情とキリスト教の知識の賜物であった。大隈は、キリスト教の教義から知りえた、等しく社会の人心に向かって道徳を保持する目的があると心得ていたことにより、日本の外交官の中にも無学無智ではなく、一通りキリスト教の教義を勉強したものがいるものだと親しみを持たれ交渉が進められたのは、全てその時に学んだ経験の恩恵であったと述懐している。
明治2年（1869年）、鹿島藩主鍋島直彬に招聘され、藩校弘文館教授、および藩の権大参事を務めるなど藩政に参画した。廃藩後の明治6年（1873年）、長崎桶屋町の光永寺に西道仙が創設した私学校・瓊林学館で館長として講じた。瓊林学館は、漢学を教える藍田のほか、イギリス人デントを英語教授に迎え、漢学と英語の両方を学べる文明開化の風潮に応じた評判の学校となり、生徒は常に300人で、一時は西海第一の大学といわれた。
その後、再び鹿島に戻り、藩校廃止によって改められた鹿島義塾（佐賀県立鹿島高等学校の前身）で、子の復四郎と共に指導した。そのかたわら、明治9年（1876年）、55歳の折に鹿島城内に「藍田私塾」を開いた。
その後、東京に出た藍田は楽玩盧（1890年開塾）で講じ始め、洋学教育を軸とする政府の教育方針の中、儒教を基礎として西欧文明を受容するよう取り組んでいった。また、日本神話とキリスト教神話の類似性を指摘し、さらに易経と皇道の合体へと傾斜して行き、天皇への上奏文では「易と吾が神道とは符節を合するが如し」と書いている。明治26年（1893年）には北白川宮能久親王の招きを受け、宮家子弟の教育を行なった。明治29年（1896年）、麹坊書院、藍田書院の2つの私塾を開いた。そこで旧藩主や宮中侍従職、政府高官らに講義を行った。晩年、東京専門学校（現・早稲田大学）でも講義した。また、全国各地を旅して、津々浦々経書の講義を行った。明治35年（1902年）11月14日、麹町相模屋で入浴後に脳溢血で倒れ、死去。常に仁義の大道を説き、鍋島直彬からは天下の真儒として尊称された。墓所は青山霊園(1イ5-6)
明治44年（1911年）、正五位を追贈された。